# Samtgemeinde Freren
La comunità amministrativa di Freren (Samtgemeinde Freren) si trova nel circondario dell'Emsland nella Bassa Sassonia, in Germania.

## Suddivisione
Comprende 5 comuni:
1. Andervenne
2. Beesten
3. Freren (città)
4. Messingen
5. Thuine

Il capoluogo è Freren.